# Ankō Azato
Ankō Asato, Ankō Azato (ur. 1827, zm. 1906) – jeden z mistrzów karate, uczeń Sōkona Matsumury, nauczyciel Gichina Funakoshiego, przyjaciel Ankō Itoshu. Należał do rodziny dziedzicznych przywódców wsi Azato i kasty shizoku (tytuł "tonochi") cieszącej się wielkim prestiżem.

## Życiorys
Poza karate, zajmował się kendo (szkoła Jigen-ryū), jazdą konną (bajutsu) i łucznictwem (kyūdō). Był wysoki, o szerokich barkach i przenikliwych oczach ("Jego rysy twarzy przypominać mogły miny starożytnych samurajów"). Bardzo wykształcony, inteligentny, błyskotliwy i skromny (choć także świadomy swoich wysokich umiejętności). Jako sensei był ostry i rygorystyczny, "[...] chociaż był już zaawansowany wiekiem, zawsze w czasie treningu siedział wyprostowany i sztywny". Miał dokładne informacje (nazwiska, adresy, ulubione techniki, szczególne umiejętności, słabe punkty) o wszystkich mistrzach karate żyjących na Okinawie i zachęcał uczniów do konsultacji z nimi.

## Cytaty
- Gdy ćwiczysz karate, wyobraź sobie, że twoje ręce i nogi są mieczami[2].
- Wątpię, czy z kimkolwiek przegrałbym, gdyby przyszło do pojedynku na śmierć i życie[2].